# 海罂粟属
海罂粟属（学名：Glaucium）是罂粟科下的一个属，为二年生或多年生草本植物。该属共有25种，分布于欧洲和亚洲。